# CoderDojo
CoderDojo è un movimento no-profit internazionale nato in Irlanda nel 2011 con lo scopo di avvicinare i bambini ed i ragazzi (tra 7 e 17 anni) all'informatica attraverso la realizzazione di club di programmazione gratuiti. Il nome deriva dall'unione delle parole coder, cioè programmatore, e dojo, la palestra giapponese in cui si praticano le arti marziali.

## Storia
Dopo aver ottenuto notorietà con l'hacking dell'iPod Nano, agli inizi del 2011 James Whelton inizia a tenere un computer club nella sua scuola (Cork PBC) dove insegna le basi di HTML e CSS. Nello stesso anno Whelton incontra l'imprenditore Bill Liao, assieme al quale fonda CoderDojo, un network di club senza scopo di lucro finalizzati a insegnare la programmazione a bambini e adolescenti.
Il primo Dojo apre presso il National Software Centre della città di Cork il 23 luglio 2011. Il 27 agosto dello stesso anno, considerato l'alto numero di partecipanti che viaggiano da Dublino, viene aperto un altro Dojo all'interno del palazzo Montevetro di Google. A gennaio 2016 si contano più di 940 Dojo in 55 diversi paesi.

## Organizzazione
Il movimento è supportato dalla CoderDojo Foundation (inizialmente chiamata Hello World Foundation) che ne promuove lo sviluppo e fa da coordinamento alla rete dei Dojo. I due principali eventi promossi durante l'anno sono la DojoCon e i Coolest Project Awards.
Ogni nuovo Dojo viene fondato da un champion (colui che gestisce la sede) sottoscrivendo uno statuto che comprende le basi etiche e gli aspetti cardine del movimento, ovvero: mantenere la gratuità dei laboratori, tutelare il benessere la sicurezza dei ragazzi, condividere gratuitamente le conoscenze, incoraggiare la collaborazione, supportare i ragazzi nell'educazione al pensiero critico verso informatica e Internet e stimolare la correttezza dei rapporti interpersonali sia nella Rete che al di fuori della Rete.

## Caratteristiche
Fatti salvi i principi espressi nello statuto sottoscritto dal champion, viene lasciata ampia libertà ad ogni club di organizzarsi in maniera indipendente. L'unica regola esplicita è riassunta dal motto ufficiale “Above All, Be Cool: bullying, lying, wasting people's time and so on is uncool” (“Prima di tutto, sii in gamba. Fare il bullo, mentire e far perdere tempo agli altri non è da persone in gamba”).
Nonostante questo, il movimento promuove la realizzazione di ambienti di apprendimento destrutturati dove sono gli stessi partecipanti a scoprire come utilizzare le risorse a disposizione, affiancati da mentors che ricoprono il ruolo di facilitatori. Nella pratica il metodo coincide con i principi del Creative Learning e delle 4P (projects, peers, play, passion) sviluppati dal Lifelong Kindergarten Group del MIT Media Lab di Boston.
Le tecnologie utilizzate comprendono: Scratch, Python, HTML/CSS, JavaScript, AppInventor, Arduino, RaspberryPI.

## CoderDojo in Italia
In Italia il primo Dojo viene aperto a Firenze nel 2012, seguito nei mesi successivi da Milano, Catania, Roma, Bologna.
Il coordinamento dei club italiani (CoderDojo Italia) comprende circa 40 Dojo e nell'ottobre 2014 ha contribuito alla realizzazione di un evento all'interno di Camera e MIUR.